# Genco Gulan
Genco Gulan, turški sodobni umetnik in teoretik, * 13. januar 1969, Carigrad. 
Njegova konceptualna umetnost raziskuje odnose med družbo in kulturo preko slikarstva, kiparstva, novih medijev in instalacij. Gulan je študiral politično znanost in umetnost na univerzi Bogazici v Carigradu, magistriral pa je na The New School v New Yorku. Njegova umetniška dela so bila razstavljena v Carigrad Pera muzeju, MAM Rio de Janeiro, ZKM Karlsruhe, Triennale di Milano, na bienalu v Teheranu in centru Georges Pompidou. Gulan je razstavljal v Gallery Artist Berlin, Muzeju slikarstva in kiparstva v Ankari in Artda galeriji v Seulu. Prejel je nagrade BP, Lions in je trenutno nominiran za Sovereign Foundation European Art Prize 2011.
Poučuje na akademiji Mimar Sinan in univerzi Bogazici v Carigradu.

## Knjige
- Marcus Graf. Conceptual Colors of Genco Gulan, Revolver Publishing, 2012. ISBN 978-3868952049
- Marcus Graf. Genco Gulan: Kavramsal Renkler, Galata Perform Publishing, 2008. ISBN 9789944016001
- Genco Gulan. Portrait of the Artist as the Young Man: (After James Joyce) CreateSpace Independent Publishing Platform, 2013. ISBN 978-1481942423
- Genco Gulan. De-constructing the Digital Revolution: Analysis of the Usage of the Term "Digital Revolution" in Relation with the New Technology, LAP Lambert Academic Publishing (November 12, 2009). ISBN 978-3838320472